# Seigneux
Seigneux (toponimo francese) è una frazione di 279 abitanti del comune svizzero di Valbroye, nel Canton Vaud (distretto della Broye-Vully).

## Storia

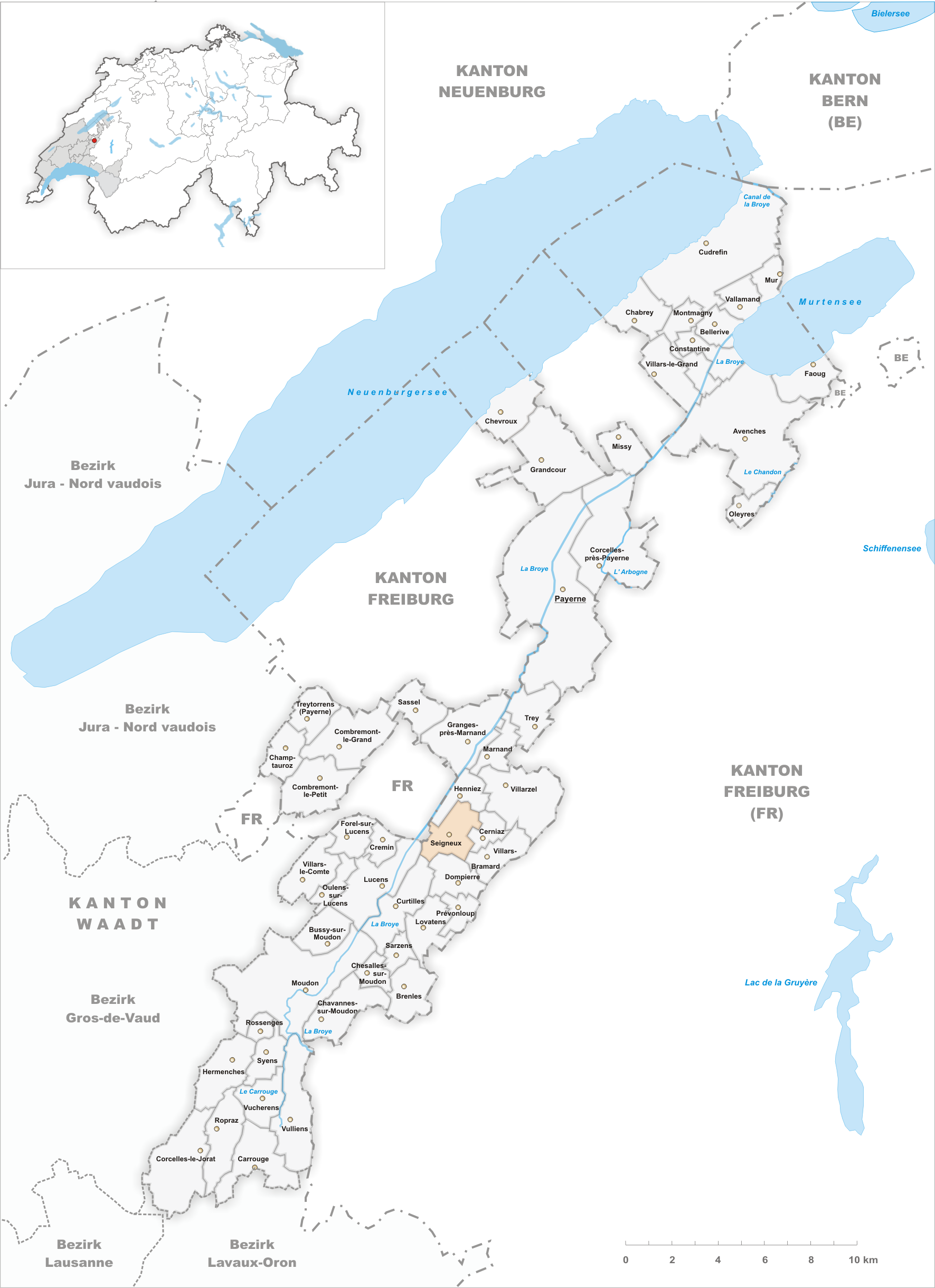
Il territorio del comune di Seigneux prima degli accorpamenti comunali del 2011

Già comune autonomo che si estendeva per 3,72 km² e che comprendeva anche la frazione di Treize-Cantons, nel 2011 è stato accorpato agli altri comuni soppressi di Cerniaz, Combremont-le-Grand, Combremont-le-Petit, Granges-près-Marnand, Marnand, Sassel e Villars-Bramard per formare il nuovo comune di Valbroye.

### Simboli
Lo scudo oro e azzurro si riferisce ai
Signori di Seigneux. Il calice e
i colori rosso e argento della bordura si riferiscono all'ex capitolo della cattedrale di Losanna.

## Monumenti e luoghi d'interesse
- Cappella di San Giacomo, eretta nel 1415[1].

## Società

### Evoluzione demografica
L'evoluzione demografica è riportata nella seguente tabella:
Abitanti censiti

## Amministrazione
Ogni famiglia originaria del luogo fa parte del cosiddetto comune patriziale e ha la responsabilità della manutenzione di ogni bene ricadente all'interno dei confini della frazione.